# Уорд, Бернард, 1-й виконт Бангор
Бернард Уорд, 1-й виконт Бангор (англ. Bernard Ward, 1st Viscount Bangor; 18 августа 1719 — 20 мая 1781) — ирландский политик и пэр.

## Биография
Родился 18 августа 1719 года. Единственный сын выживший сын политика Майкла Уорда (1683—1759) и его жены Энн Катарины Гамильтон, дочери Джеймса Гамильтона из Бангора и леди Софии Мордаунт. Он был крещен 6 сентября 1719 года.
Бернард Уорд заседал в Ирландской палате общин от графства Даун (1745—1770) .
30 марта 1770 года Бернард Уорд получил титул 1-го барона Бангора из замка Уорд в графстве Даун (Пэрство Ирландии), став членом Палаты лордов Ирландии.
Он также избирался в Ирландскую палату общин от Киллили в 1761 году и от Бангора в 1768 году, но решил дважды отказаться.
11 января 1781 года он был назначен 1-м виконтом Бангор из Касл-Уорда, графство Даун (Пэрство Ирландии).

## Семья
В декабре 1747 года Бернард Уорд женился на леди Энн Мэгилл (? — 7 февраля 1789), дочери Джона Блая, 1-го графа Дарнли, и его жены Теодосии Блай, 10-й баронессы Клифтон (вдовы Роберта Мэгилла из Гилл-Холла). У супругов у него было четверо сыновей и четверо дочерей:
- Николас Уорд, 2-й виконт Бангор (5 декабря 1750 — 11 сентября 1827), старший сын и преемник отца.
- Джон Уорд, умер молодым
- Достопочтенный Эдвард Уорд (30 апреля 1753 — ноябрь 1812), член Палаты общин Ирландии. Отец Эдварда Уорда, 3-го виконта Бангора.
- Полковник Достопочтенный Роберт Уорд (14 июля 1754 — март 1831), член Палаты общин Ирландии и Великобритании
- Достопочтенная Анна Кэтрин Уорд
- Достопочтенная София Уорд
- Достопочтенная Джорджиана Шарлотта Эмилия Уорд, вышла замуж за преподобного Хью Монтгомери, от брака с которым у неё было двое детей.
- Достопочтенная Харриет Уорд

Бернард Уорд скончался 20 мая 1781 года в возрасте 61 года в своем замке Уард, графство Даун, Ирландия. Его титул унаследовал его старший сын Николас, позже признанный инвалидом из-за безумия.